# الدوري الإسباني الدرجة الثانية 1983–84
دوري الدرجة الثانية الإسباني 1983–84 (بالإسبانية: Segunda División de España 1983-84)‏ هو الموسم 53 من دوري الدرجة الثانية الإسباني. أشرف على تنظيمه الاتحاد الملكي الإسباني لكرة القدم، وكان عدد الأندية المشاركة فيه 20، وفاز فيه ريال مدريد كاستيا.